# Sprężyna naciskowa

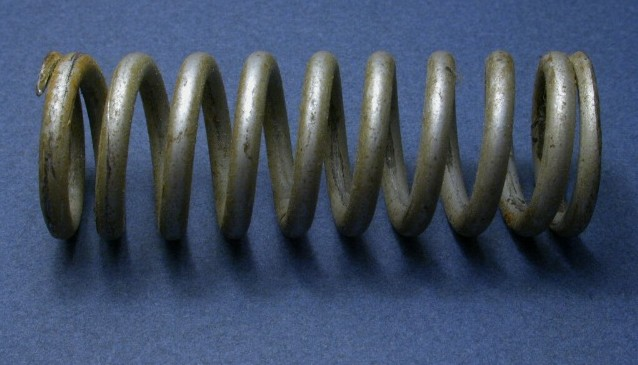
Sprężyna naciskowa: końcowe zwoje spoczywające na sobie i zeszlifowane

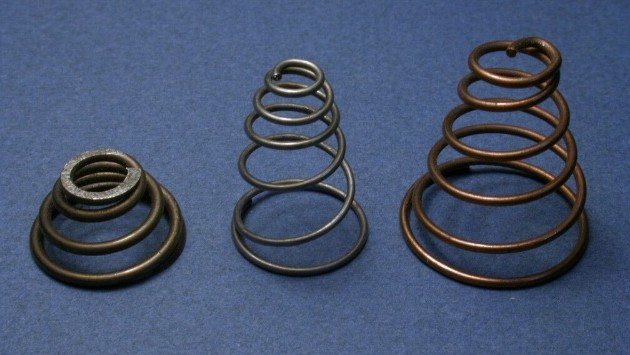
Sprężyny śrubowe stożkowe naciskowe

Sprężyna naciskowa – sprężyna, która w czasie pracy jest ściskana.
Sprężyny naciskowe śrubowe o dużej długości w stosunku do średnicy mogą ulegać w trakcie pracy wyboczeniu. Dla zapobieżenia temu zjawisku należy sprężynę umieścić w otworze lub prowadzić na pręcie. Przy umieszczeniu sprężyny w otworze należy przewidzieć odpowiedni luz pamiętając, że pod obciążeniem średnica sprężyny się powiększa. Wyboczeniu sprzyja także nieosiowe przyłożenie siły.
Dla umożliwienia osiowego przyłożenia obciążenia końcowe zwoje można nawijać się bez odstępu, a także zeszlifowywać na płasko.
Sprężyny naciskowe śrubowe mogą być walcowe albo stożkowe. 